# دينيس جاي مادن
دينيس جاي مادن (بالإنجليزية: Denis J. Madden)‏ هو عالم نفس أمريكي، ولد في 8 مارس 1940 في كربونديل في الولايات المتحدة.